# USS Bugara (SS-331)
El USS Bugara (SS-331), un submarino de la clase Balao en servicio entre 1944 y 1970, fue un buque de la Armada de los Estados Unidos llamado así por la bugara, un pez multicolor que se encuentra a lo largo de la costa de California.
Las operaciones del Bugara durante la Segunda Guerra Mundial se extendieron del 21 de febrero al 17 de agosto de 1945, durante las cuales completó tres patrullas de guerra en el Mar de Flores, el Mar de Java, el Mar de China Meridional y el Golfo de Siam. Si bien las dos primeras patrullas transcurrieron sin incidentes, su tercera patrulla de guerra podría clasificarse como una de las más llamativas que se realizaron durante la guerra. Esta patrulla en el Golfo de Siam se destacó por una serie de ataques con cañones excelentemente realizados que eliminaron 57 barcos pequeños con un total de 5.284 toneladas de registro bruto. Todos excepto dos de estos barcos fueron abordados y sus tripulaciones nativas fueron desembarcadas a salvo con sus pertenencias personales. Uno de los muchos incidentes interesantes de esta patrulla fue un encuentro con un barco japonés tripulado por una tripulación china que estaba siendo atacado por piratas malayos. El Bugara rescató a los chinos, hundió el barco japonés y luego se deshizo de los piratas.
El Bugara más tarde sirvió en la guerra de Corea y en la Guerra de Vietnam.

## Hundimiento
El 1 de junio de 1971, el Bugara, sin tripulación a bordo, estaba siendo remolcado por el remolcador de flota USS  Cree  (ATF-84) hasta el Depósito de Municiones Navales de Bangor en Bangor, Washington, cuando la tripulación del Cree notó que el asiento del Bugara cambiaba rápidamente. El Cree redujo la velocidad para tirar de un cabo de remolque a una distancia de 1.750 pies (533 m), y aunque su equipo de remolque estaba completamente tripulado en ese momento, el cable que remolcaba al Bugara se salió del freno. De repente, la proa del Bugara se elevó bruscamente a las 13:58 y se hundió rápidamente, desapareciendo bajo la superficie a las 14:00 en 165 brazas (990 pies; 302 m) de agua cerca de Cape Flattery , Washington. A riesgo de ser arrastrado con el Bugara, el Cree cortó el cable de remolque de acero .

## Pecio
El pecio del Bugara se encuentra bajo unos 240 metros de profundidad en el Santuario Marino Nacional de la Costa Olímpica. El vehículo submarino operado a distancia Hércules, desplegado por el buque de investigación EV Nautilus, utilizó un sistema de cámara submarina para tomar fotografías del naufragio durante un estudio arqueológico del mismo en 2007.